# Bosch Spark Plug Grand Prix 1999
Bosch Spark Plug Grand Prix 1999 var ett race som var den fjärde deltävlingen i CART World Series 1999. Tävlingen kördes den 2 maj på Nazareth Speedway i Nazareth, Pennsylvania. Juan Pablo Montoya tog sin andra raka seger, och hans första någonsin på en oval. Den stora överraskningen var att P.J. Jones slutade på andra plats, vilket var hans i särklass bästa placering i ett CART-lopp under hela karriären. Paul Tracy var den tredje föraren på pallen. I och med segern tog Montoya över mästerskapsledningen.

## Slutresultat
| Plats | Förare               | Team                    | Grid | Kvaltid |
| ----- | -------------------- | ----------------------- | ---- | ------- |
| 1     | Juan Pablo Montoya   | Chip Ganassi Racing     | 1    | 19,600  |
| 2     | P.J. Jones           | Patrick Racing          | 8    | 19,938  |
| 3     | Paul Tracy           | Team KOOL Green         | 4    | 19,693  |
| 4     | Cristiano da Matta   | Arciero-Wells Racing    | 17   | 20,303  |
| 5     | Adrián Fernández     | Patrick Racing          | 9    | 19,959  |
| 6     | Michael Andretti     | Newman/Haas Racing      | 14   | 20,161  |
| 7     | Christian Fittipaldi | Newman/Haas Racing      | 12   | 20,043  |
| 8     | Dario Franchitti     | Team KOOL Green         | 3    | 19,668  |
| 9     | Alex Barron          | All American Racing     | 18   | 20,340  |
| 10    | Scott Pruett         | Arciero-Wells Racing    | 21   | 20,524  |
| 11    | Jimmy Vasser         | Chip Ganassi Racing     | 11   | 20,030  |
| 12    | Greg Moore           | Forsythe Racing         | 10   | 20,005  |
| 13    | Max Papis            | Team Rahal              | 7    | 19,859  |
| 14    | Patrick Carpentier   | Forsythe Racing         | 6    | 19,842  |
| 15    | Gil de Ferran        | Walker Racing           | 13   | 20,145  |
| 16    | Michel Jourdain Jr.  | Payton/Coyne Racing     | 22   | 20,708  |
| 17    | Mark Blundell        | PacWest Racing          | 5    | 19,775  |
| 18    | Maurício Gugelmin    | PacWest Racing          | 15   | 20,235  |
| 19    | Robby Gordon         | Team Gordon             | 24   | 20,895  |
| 20    | Richie Hearn         | Della Penna Motorsports | 19   | 20,460  |
| 21    | Hélio Castroneves    | Hogan Racing            | 2    | 19,601  |
| 22    | Bryan Herta          | Team Rahal              | 16   | 20,284  |
| 23    | Tony Kanaan          | Forsythe Racing         | 20   | 20,482  |
| 24    | Al Unser Jr.         | Marlboro Team Penske    | 23   | 20,750  |